# وایتلکینگتون
وایتلکینگتون (به انگلیسی: Whitelackington) یک روستا و محله مدنی در بریتانیا است که در سامرست جنوبی واقع شده‌است. وایتلکینگتون ۲۰۹ نفر جمعیت دارد.